# Paraprotus
Genre
Paraprotus est un genre d'opilions laniatores de la famille des Cosmetidae.

## Distribution
Les espèces de ce genre se rencontrent dans le Nord de l'Amérique du Sud.

## Liste des espèces
Selon World Catalogue of Opiliones (08/08/2021) :
- Paraprotus albithorax Roewer, 1947
- Paraprotus atroluteus Roewer, 1912
- Paraprotus quadripunctatus Roewer, 1947
- Paraprotus speciosus Roewer, 1928

## Publication originale
- Roewer, 1912 : « Die Familie der Cosmetiden der Opiliones-Laniatores. » Archiv für Naturgeschichte, vol. 78, no 10, p. 1–122 (texte intégral).